# Johann Christian Schickhardt

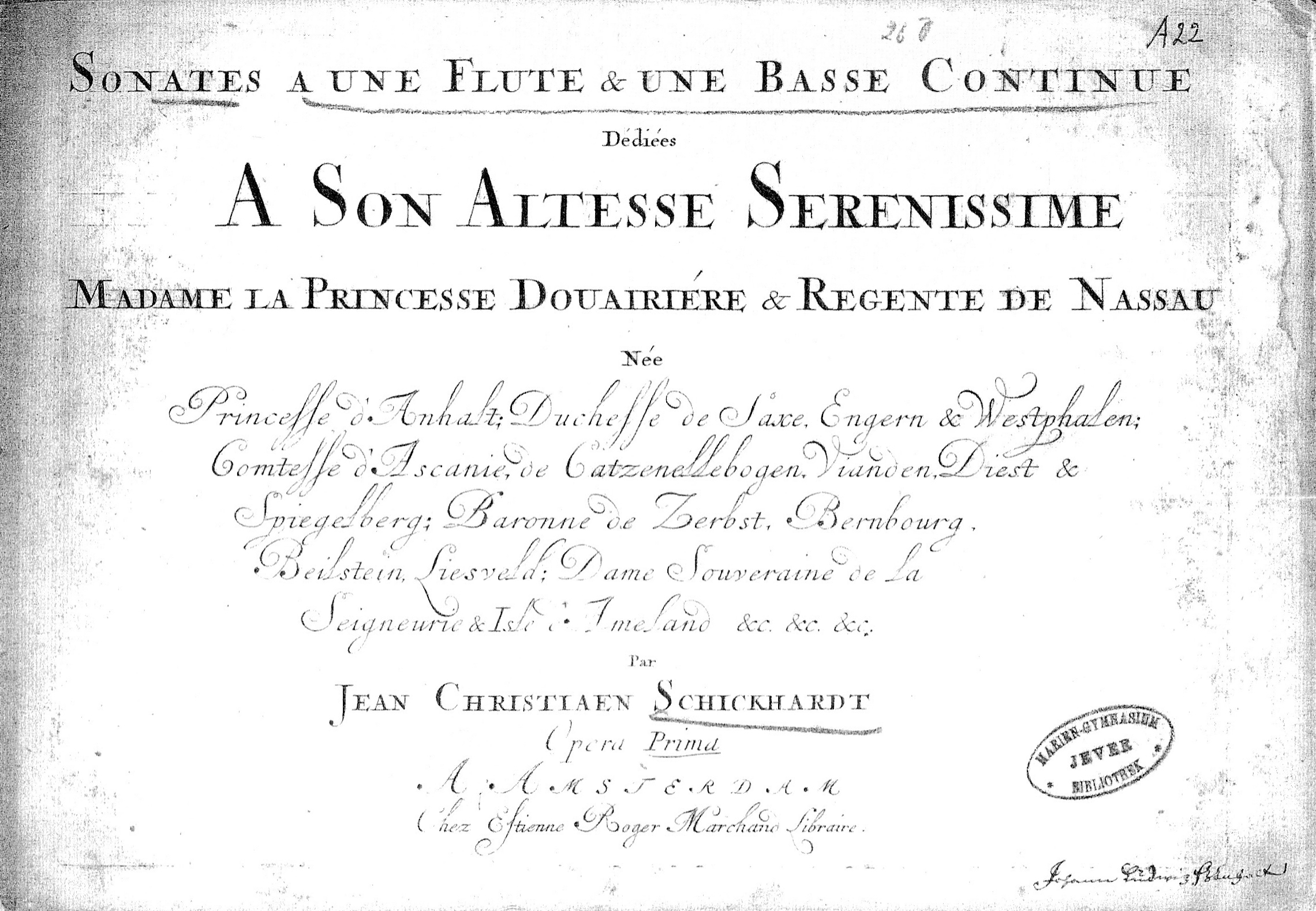
Titelpagina van de Sonate voor fluit en basso continuo opus 1 (JCS16) (Eerste uitgave Amsterdam z.j. – kort na 1700)

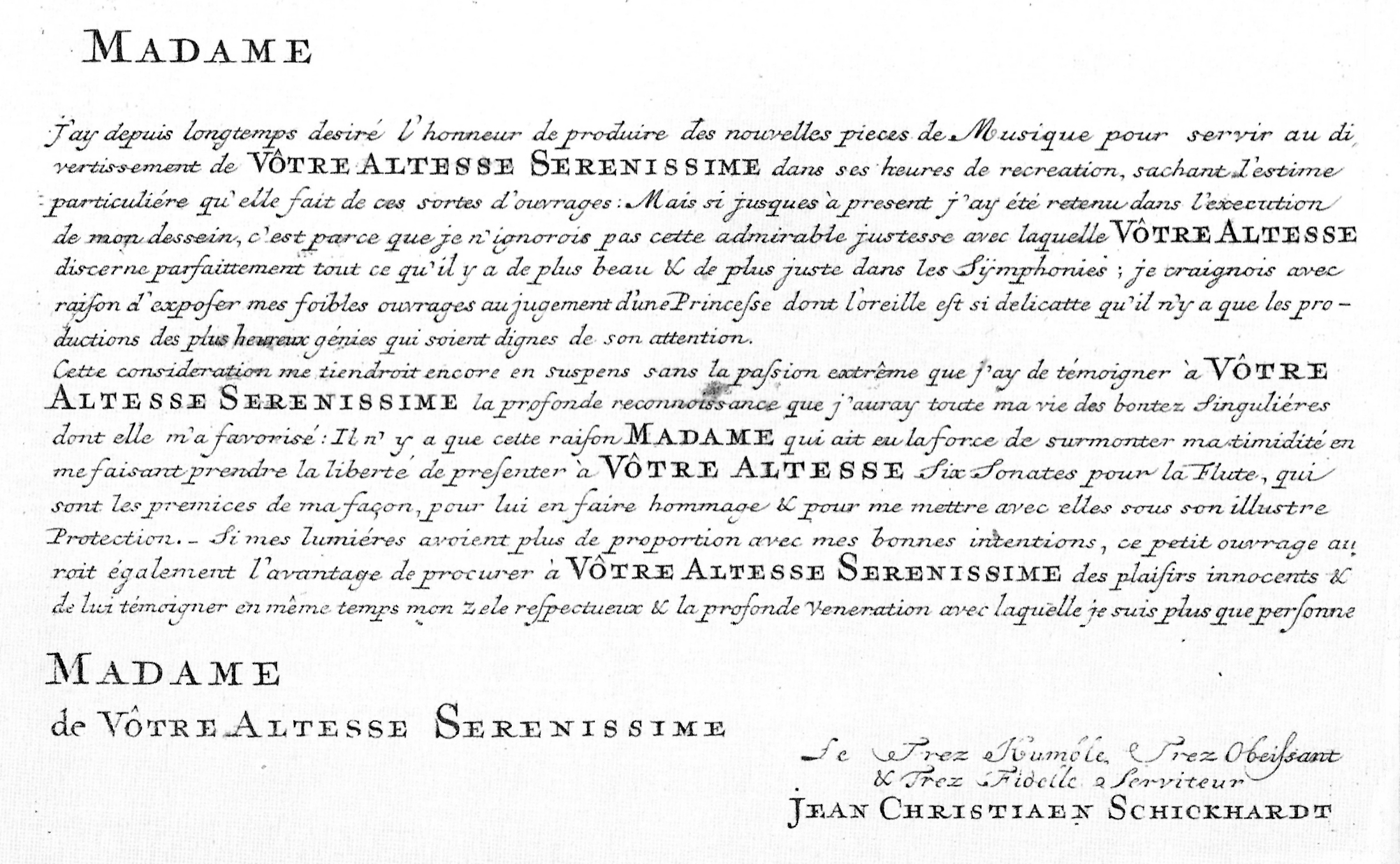
Opgedragen aan „Vôtre Altesse Serenissime“ Prinzessin Henriette Amalie von Nassau-Diez

Johann Christian Schickhardt (Braunschweig, 1682 — Leiden, maart 1762) was een Duits musicus en barokcomponist.

## Levensloop

### Opleiding
Johann Christian Schickhardts voorouders – vermoedelijk de grootouders – verlieten Siegen of Herborn na de Dertigjarige Oorlog die het verval van de calvinistische universiteiten en hogescholen van Siegen en omgeving met zich meebracht. Johann Christian Schickhart is geen nakomeling van Heinrich Schickhardt der Ältere.
Zijn praktische muzikale opleiding tot fluitist en hoboïst  kreeg hij aan het hertogelijk Hof zu Braunschweig-Lüneburg. In deze periode werd hij door zowel de Franse als de Italiaanse muziek beïnvloed. Van de laatstgenoemde voelde hij zich in het bijzonder aangetrokken tot Arcangelo Corelli. Zijn opleiding vervolgde hij vermoedelijk  bij een Oostenrijkse hoboïst van het toentertijd beroemde opera-orkest van Braunschweig.

### Aanvang loopbaan
Kort na 1700 begon Schickhardts beroepsmatige loopbaan. Hij verbleef toen in Nederland in dienst van Frederik I van Zweden, de prinses Henriëtte Amalia van Anhalt-Dessau en haar zoon, de prins Johan Willem Friso van Nassau-Dietz, die aan de zijde van de Engels-Nederlandse troepen in de Spaanse Successieoorlog streed.
In deze tijd ontstonden zijn eerste composities voorzien van een opusnummer (op.1-3). De eerste uitvoering van de werken opus 1 en 3 vond waarschijnlijk plaats in de renaissancekasteel Kasteel van Jever. De originele bladmuziek bevonden zich oorspronkelijk in het bezit van het  Vorstendom Anhalt-Zerbst (1606-1796), , dat toen tot Oost-Friesland behoorde.
Nadat Prinses Henriette Amalie in 1709 Nederland had verlaten, zocht hij klaarblijkelijk naar een nieuwe beschermheer en dacht daarbij aan Denemarken of Noorwegen.
In 1710 droeg hij zijn sonate uit opus 5 op aan de uit Trondheim stammende hertogin van Braunschweig-Lüneburg, Sophie Amalie, en de zes vioolsonaten opus 8 aan de koning van Denemarken ,  Frederik IV van Denemarken.
Hij verliet Nederland en ongeveer van 1710 tot 1711 was hij in dienst van landgraaf Ernst Lodewijk van Hessen-Darmstadt (landgraaf). Aldaar kwam hij in contact met kapelmeester Christoph Graupner.

### Hamburg
Johann Christian Schickhardt trouwde in 1711 in Hamburg. Op de vordering van de gemeentelijke dienst van Hamburg van 11 juli 1711 werd hij als vreemdeling ingeschreven, wat betekende dat hij “onder bescherming” in Hamburg woonrecht had.  Hij woonde eerst in de nieuwe stadswijk van Hamburg aan de Alster (Duitsland), op het grondgebied van de gemeente St. Michaelis. Vanaf 1712 behoort hij als voortreffelijk fluitist en hoboïst tot het orkest van de  Hamburger “Oper am Gänsemarkt”. Einde maart 1712 werd zij eerste zoon Martin Ulrich geboren.
Schickhardt had een goede relatie met de Amsterdamse uitgever Estienne Roger, bij wie zijn  composities verschenen en voor wie hij toentertijd in Hamburg als vertegenwoordiger werkte.
In 1713 (mogelijkerwijs sinds 1712) verbleef Schickhardt in Londen, waar hij de zes Concerto’s voor vier fluiten en basso continuo  opus 19 schreef. 
Deze droeg hij, reeds in de eerste maanden van 1713, op aan de algemeen muziekdirecteur Christoph Wilhelm von Brand, de opperhofmeester van Sophia Dorothea van Hannover, die de echtgenote van de sinds 25 februari 1713 regerende koning Frederik Willem I van Pruisen, was. Hij verwachtte klaarblijkelijk op deze wijze een aanstelling bij de hofkapel van de Pruisische koning te bekomen.
In 1714 verbeterde zijn financiële situatie aanmerkelijk. Hij verhuisde naar Hamburg in het gebied van de gemeente St Petri, vermoedelijk in de Kleinen Breder Straße.  Op 26 oktober 1714 verkreeg hij het Hamburger burgerrecht, nadat hij een passende betaling had voldaan. In Hamburg zijn in de loop van de jaren 1714–1718 zijn vier volgende kinderen geboren. Over de kinderen is tot op heden niets bekend. Op zijn minst moeten de eerste twee dochters kort na de geboorte gestorven zijn want zij dragen alle drie dezelfde voornaam “Elisabeth Catharina.” Tezelfdertijd woonde in Hamburg Schickhardts tijdgenoot Georg Philipp Telemann, die Muziekdirecteur van vijf Hamburger kerken was. Men kan ervan uitgaan dat zij elkaar kenden.
Rond 1717/18 – zonder zijn woning in Hamburg op te geven – werkte Schickhardt in dienst van graaf Johann Friedrich von Castel-Rüdenhausen, die hem zeer waardeerde. Omstreeks 1719/20 onderhield hij betrekkingen met hertog Ernst August I van Saksen-Weimar-Eisenach.

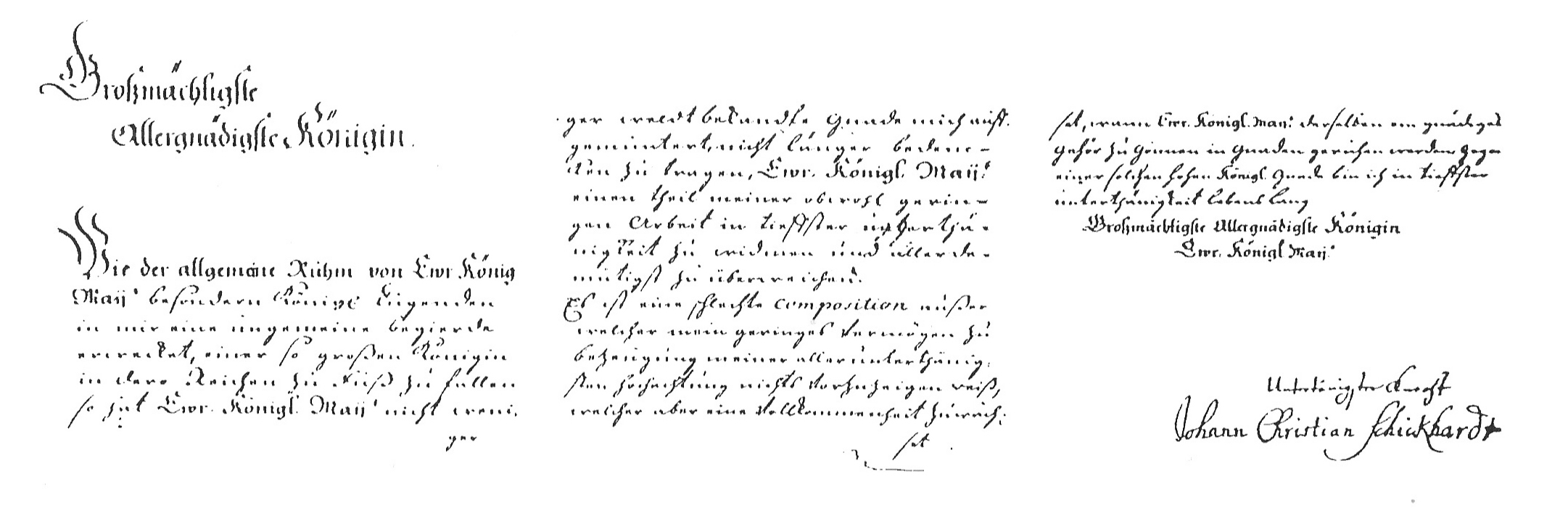
Opdracht aan Ulrike Eleonre Königin von Schweden geschreven in het concert g-klein voor altblokfluit en orkest (1720)

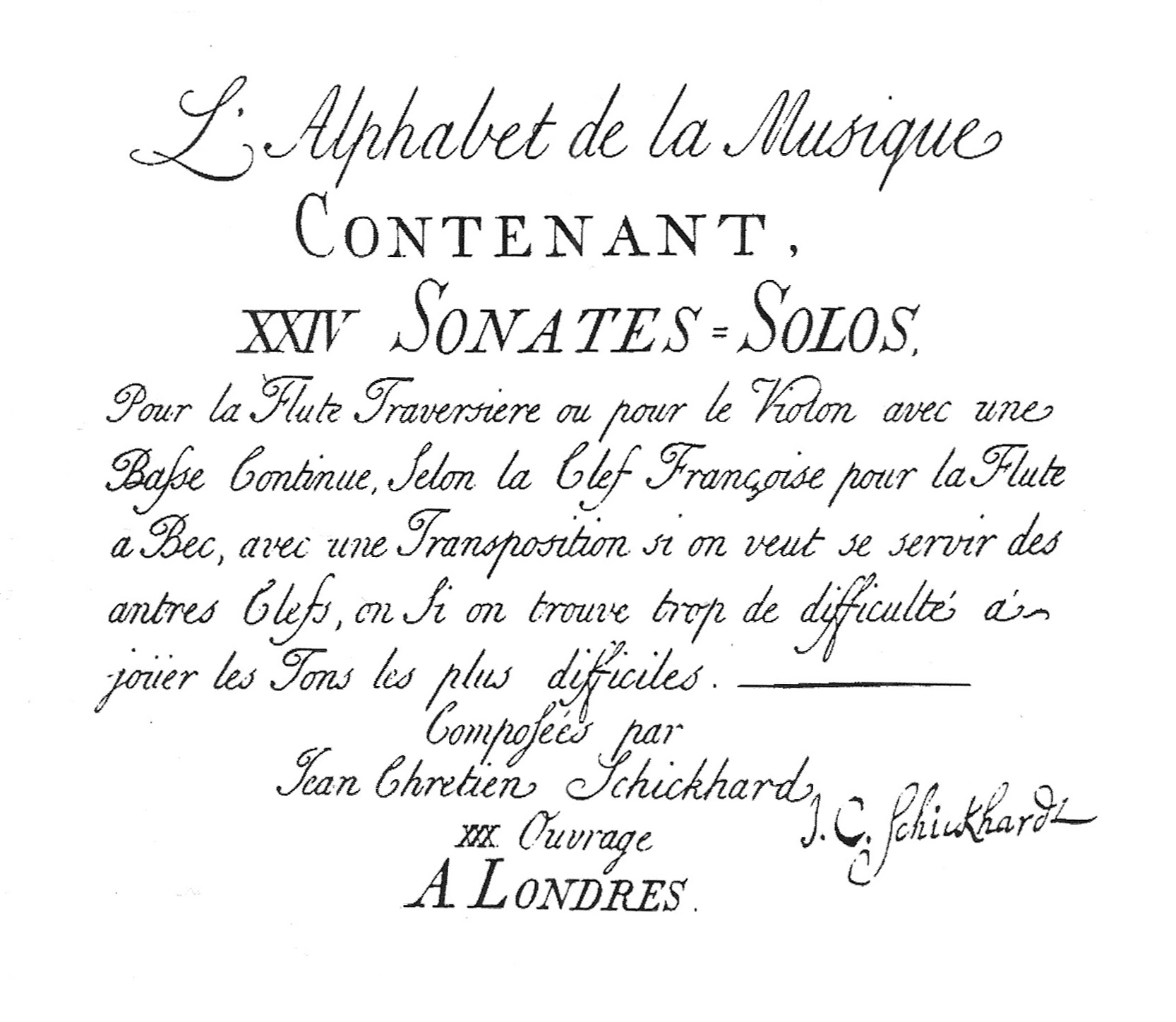
Titel blad voor L’Alphabeth de la Musique van Johann Christian Schickhardt uit de Eerst uitgave, Londen 1735

### Scandinavië
Vanaf 1720 was Johann Christian Schickhardt in Zweden, waar Friedrich von Hessen-Kassel als Frederik I van Zweden de Zweedse troon besteeg. Omstreeks die tijd droeg hij zijn concert voor altblokfluit in g-klein op aan koningin Ulrike Eleonora van Zweden. Ongeveer in 1723 werkte hij in Trondheim voor Abraham Dreyer, Directeur van der kopermijnen aldaar. Doordat toentertijd Noorwegen bij Denemarken behoorde, had hij opnieuw betrekkingen met het Deense koningshof. Hij verbleef ook een tijd lang in Parijs, maar wanneer precies is onbekend.

### Holland
In 1735 was Schickhardt weer in Londen, waar hij een verzameling van 24 fluitsonaten in alle toonaarden, het zogenaamde Alfabet van de muziek opus 30, componeerde. Omdat toen in Londen talrijke fluitliefhebbers woonden, was deze stad de meest geschikte plaats om zulke composities te verkopen.
In datzelfde jaar 1735 keerde hij naar Nederland terug. Voor de uitgeverij Estienne Roger, die inmiddels door zijn opvolger Jeanne Roger en Michel-Charles Le Cène gedreven werd en zijn composities publiceerde, werkte hij bij gelegenheid als redacteur. In hun opdracht arrangeerde hij het beroemde Concerto grosso in g-kleine terts opus 6 voor twee blokfluiten en basso continuo van Arcangelo Corelli. Vanaf 1745 doceerde hij aan de Universiteit Leiden.
Na zijn dood in maart 1762 wendde zijn dochter Elisabeth Catharina zich tot de Universiteit met het verzoek om bijstand bij de begrafeniskosten. Het is aannemelijk dat op dat verzoek positief werd besloten want op 26 maart werd hem postuum de Titel „Doctor in de Toonkunst an lid van de Academie“ verleend.
Een afbeelding van Schickhardt is niet overgeleverd. Toch bestaat er een portret uit die tijd dat door publicaties in het „Recorder and Music Magazine“ als zijn portret bekend werd. De daarin geportretteerde fluitist speelt een mooie altblokfluit met ivoren ringen. Er zijn echter geen concrete aanknopingspunten dat Schickhardt de geportretteerde is.

### Betekenis
Schickhardts Werk met het hoogste opusnummer is het Alfabet der Muziek uit 1735.  Naar men beweert, zijn de twaalf sonaten voor gitaar, zonder opusnummer, gearrangeerd door de gitaarleraar aan het Deense Hof, Johann Friedrich Fibiger. Het betreft korte werken die tussen ongeveer 3 en 8 minuten duren.
Het lijkt onwaarschijnlijk dat Schickhardt in de periode tussen 1735 en zijn dood geen muziekwerken meer schreef maar waar zij zijn gebleven, is onopgehelderd. Tussen zijn werken zijn twee zogenaamde speelaanwijzingen, een voor fluit (opus 12, uit 1712) en voor hobo (uit 1730), maar deze zijn verdwenen.
Schickhardt werd in de eerste plaats beroemd dankzij zijn kamermuziek. Zijn op gebruikelijke wijze geschreven sonaten karakteriseren zich door welluidende, harmonische, uitdrukkingsvolle tonen. 
“Schickhardt onderhield een schaarse vorm waarin zich echter een rijk leven ontvouwt; zijn kunst is meer lyrisch dan dramatisch en zelfs zijn bewogen muziekdelen verloochenen geenszins een melodische innigheid en zij vloeien daarvan langzaamaan over.”
Schickhardts sonaten richten zich op een brede schaar van amateurmusici. Zij zijn technisch niet problematisch en hebben muzikaal amusement als doel en geen uiterlijk vertoon. “Voor zijn instrumenten schreef hij goed en zijn muziek was bij de liefhebbers terecht zeer geliefd.”
Van zijn populariteit in de eerste helft van de 18e eeuw getuigt het grote aantal uitgaven in Amsterdam, maar ook het feit dat zijn werken al spoedig illegaal verschenen bij de Londense uitgever John Walsh & Joseph Hare. Naast kamermuziek schreef Schickhardt ook werken die stilistisch tussen kamermuziek en concertante muziek staan, bijvoorbeeld de concerti opus 9 voor vier blokfluiten en basso continuo, en de zes sonaten voor blokfluit, twee hobo’s en basso continuo.
Met de herontdekking van de blokfluit rond 1900, waarvoor Schickhardts talrijke werken waren bedoeld, ontstond een grote behoefte aan geschikte literatuur, zodat veel van zijn werken in  herdruk zijn verschenen. Zijn werken worden ook heden ten dage uitgevoerd en er bestaan verscheidene opnamen op compact disc – meestal verzamel-cd’s –, die de barokke fluitmuziek presenteren.
Ter gelegenheid van zijn 325e-geboortedag verzorgde de SWR-2 op 11 oktober 2007 een 55-minuten durende uitzending met zijn, en met werken van tijdgenoten.

### Kinderen
- Martin Ulrich (gedoopt 1 april 1712 in de Hamburger Gemeente St. Michaelis)
- Elisabeth Catharina (I) (* oktober 1714)
- Friedrich Paul (* juni 1716)
- Elisabeth Catharina (II) (* 1717)
- Elisabeth Catharina (III) (* 1718)

### Werken (beknopt)
- kort na 1700: Sonaten für Flöte und Basso continuo, op. 1, gewidmet der Prinzessin Henriette Amalie von Nassau-Diez
- kort na 1700: Sonate für Oboe, Violine und Basso continuo, op. 2, gewidmet dem Prinzen Johann Willem Friso von Oranien und Nassau-Diez
- kort na 1700: Sechs Sonaten für Flöte und Basso continuo, op. 3, gewidmet Herren Swier de Taminga, einem Kommandeur der englisch-niederländischen Armee
- 1710: Sechs Sonaten für Flöte, zwei Oboen, eine Viola da gamba und Basso continuo, op. 5, eine davon gewidmet Sophie Amalie, Hertogin von Braunschweig-Lüneburg
- 1710: Sechs Sonaten für Violine oder Oboe und Basso continuo, op. 8, gewidmet dem König von Dänemark, Frederik IV.
- 1712: Triosonaten für zwei Blockflöten und Generalbass, op. 16
- 1712: Sonate für Flöte und Basso continuo, op. 17
- 1713: Sechs Konzerte für vier Flöten und Basso continuo, op. 19, gewidmet dem Generalmusikdirektor Christoph Wilhelm von Brand
- 1720: Konzert g-moll für Altblockflöte und Orchester, gewidmet der Königin Ulrike Eleonore von Schweden
- 1723: Sechs Sonaten für Flöte oder Oboe oder Violine und Basso continuo, op. 20/2, gewidmet Abraham Dreyer
- 1735: Vierundzwanzig Sonaten für Querflöte und Blockflöte oder Violine und Basso continuo, op. 30 (L’Alphabeth de la musique, eine Sonatensammlung in allen Tonarten)